# Geteiltzeichen
| : ÷ /                    | : ÷ /                 |
| Mathematische Zeichen    | Mathematische Zeichen |
| Arithmetik               | Arithmetik            |
| ------------------------ | --------------------- |
| Pluszeichen              | +                     |
| Minuszeichen             | −, ⁒                  |
| Malzeichen               | ⋅, ×                  |
| Geteiltzeichen           | :, ÷, /               |
| Plusminuszeichen         | ±, ∓                  |
| Vergleichszeichen        | <, ≤, =, ≥, >         |
| Wurzelzeichen            | √                     |
| Prozentzeichen           | %                     |
| Analysis                 |                       |
| Summenzeichen            | Σ                     |
| Produktzeichen           | Π                     |
| Differenzzeichen, Nabla  | ∆, ∇                  |
| Prime                    | ′                     |
| Partielles Differential  | ∂                     |
| Integralzeichen          | ∫                     |
| Verkettungszeichen       | ∘                     |
| Unendlichzeichen         | ∞                     |
| Geometrie                |                       |
| Winkelzeichen            | ∠, ∡, ∢, ∟            |
| Senkrecht, Parallel      | ⊥, ∥                  |
| Dreieck, Viereck         | △, □                  |
| Durchmesserzeichen       | ⌀                     |
| Mengenlehre              |                       |
| Vereinigung, Schnitt     | ∪, ∩                  |
| Differenz, Komplement    | ∖, ∁                  |
| Elementzeichen           | ∈                     |
| Teilmenge, Obermenge     | ⊂, ⊆, ⊇, ⊃            |
| Leere Menge              | ∅                     |
| Logik                    |                       |
| Folgepfeil               | ⇒, ⇔, ⇐               |
| Allquantor               | ∀                     |
| Existenzquantor          | ∃                     |
| Konjunktion, Disjunktion | ∧, ∨                  |
| Negationszeichen         | ¬                     |

Geteiltzeichen, Teilungszeichen oder Divisionszeichen sind Sonderzeichen, die regelmäßig zur Darstellung des mathematischen Operators für die Division verwendet werden.

## Symbole für die Division
Als Geteiltzeichen werden im Textsatz ein Doppelpunkt (:), ein Strichdoppelpunkt (÷, auch Obelos genannt) oder ein Schrägstrich (/) verwendet. Brüche werden durch einen Bruchstrich dargestellt, der im Textsatz dem Schrägstrich ähnelt. Im Formelsatz werden Zähler und Nenner eines Bruches übereinander dargestellt, mit dem nun waagerechten Bruchstrich als Trennlinie.
In den meisten Ländern, auch in Deutschland, wird in der Schulmathematik bevorzugt der Doppelpunkt eingesetzt; im englischen Sprachraum und auf Taschenrechnern wird meist der Strichdoppelpunkt verwendet. In der höheren Mathematik finden sich fast ausschließlich die Bruchschreibweise ({\displaystyle {\tfrac {a}{b}}}, selten auch schräg) oder die Schreibweise als Multiplikation mit dem Kehrwert ({\displaystyle ab^{-1}} oder {\displaystyle b^{-1}a}), die insbesondere bei nicht-kommutativer Multiplikation die nötige Klarheit setzt. Der Schrägstrich findet sich vor allem in Programmiersprachen.
Zu beachten ist ggf. die unterschiedliche Assoziativität der Operatoren.

## Geschichte der Symbole
Das älteste Symbol scheint der Schrägstrich zu sein. Verwendet wurde er erstmals von dem englischen Mathematiker William Oughtred in seinem Werk Clavis Mathematicae, veröffentlicht 1631 in London.
Der deutsche Wissenschaftler Gottfried Wilhelm Leibniz benutzte den Doppelpunkt (:). Leibniz verwendete den Divisionsdoppelpunkt erstmals 1684 in Acta Eruditorum. Vor Leibniz hatte bereits der Engländer Johnson das Symbol im Jahr 1633 in einem Buch veröffentlicht, allerdings nur als Bruchzeichen und nicht für die Division im engeren Sinne.
Johann Rahn führte den aus Doppelpunkt und Strich zusammengesetzten Strichdoppelpunkt (÷) für die Division ein. Zusammen mit dem Symbol für die Multiplikation (∗) erscheint dieses erstmals in seinem Buch Teutsche Algebra, veröffentlicht 1659. Rahns Geteiltzeichen wird manchmal als englisches Geteiltzeichen bezeichnet, weil es im englischen Sprachraum weiter verbreitet ist. Sein Ursprung liegt allerdings in Deutschland.
Leonardo Fibonacci verwendete als erster europäischer Mathematiker den aus der islamischen Mathematik stammenden waagerechten Bruchstrich.

## Darstellung in Computersystemen

### Kodierung
Der internationale Zeichenkodierungsstandard Unicode enthält mehrere Geteiltzeichen und Zeichen für nahe verwandte Anwendungen. Sie liegen auf folgenden Positionen:
| Zeichen | Aussehen  | Aussehen                                    | Unicode  | Unicode        | Bezeichnung        | HTML        | HTML    | HTML     | LaTeX             |
| Zeichen | Aussehen  | Aussehen                                    | Position | Bezeichnung    | Bezeichnung        | hexadezimal | dezimal | benannt  | LaTeX             |
| ------- | --------- | ------------------------------------------- | -------- | -------------- | ------------------ | ----------- | ------- | -------- | ----------------- |
| :       | 12:35     | {\displaystyle 12:35}                       | U+003A   | colon          | Doppelpunkt        | &#x003A;    | &#58;   |          | : (nicht: \colon) |
| ÷       | 12÷35     | {\displaystyle 12\div 35}                   | U+00F7   | division sign  | Geteiltzeichen     | &#x00F7;    | &#247;  | &divide; | \div              |
| /       | 12/35     |                                             | U+002F   | solidus        | Schrägstrich       | &#x002F;    | &#47;   |          | /                 |
| ∕       | 12∕35     |                                             | U+2215   | division slash | Geteiltstrich      | &#x2215;    | &#8725; |          | (a)               |
| ⁄       | 12⁄35 (b) | 12/35 ¹²∕₃₅ {\displaystyle {}^{12}{/}_{35}} | U+2044   | fraction slash | Bruchstrich        | &#x2044;    | &#8260; | &frasl;  | (a)               |
| ∶       | 12∶35     |                                             | U+2236   | ratio          | (im Verhältnis) zu | &#x2236;    | &#8758; |          | \ratio            |

Im 7-Bit-ASCII-Zeichensatz ist lediglich der Doppelpunkt enthalten, weshalb viele ältere Computersysteme nur ihn darstellen konnten. Laut Unicode ist statt dem einfachen Doppelpunkt für Divisionen jedoch U+2236 vorzuziehen, da der einfache Doppelpunkt auch andere Semantiken innehat.
Die ASCII-Erweiterungen ISO 6937 von 1983 und ISO 8859-1 (Latin 1) von 1986 enthalten das Geteiltzeichen (÷). Dieses kann durch Drücken von Alt+0247 auf dem Nummernblock erzeugt werden, auf dem Mac via Alt+Shift+:.
Die Unterscheidung von Division Slash und Fraction Slash ist letztlich semantischer Natur, auch wenn das Unicode-Konsortium laut einer technischen Note etwas anderes beabsichtigte: “… the ‘fraction slash’ U+2044 … builds up to a skewed fraction, the ‘division slash’ U+2215 … builds up to a potentially large linear fraction, …” (Murray Sargent III, deutsch: „… der ‚Bruchstrich‘ U+2044 … bewirkt einen schrägen Bruch, der ‚Divisionsstrich‘ U+2215 … bewirkt einen potenziell großen linearen Bruch [Anm.: d. h. innerhalb der Zeile], …“) Der Division Slash ist im Unicodeblock Mathematische Operatoren zu finden, der Fraction Slash im Block für die allgemeine Interpunktion.
Moderne Schriftarten behandeln Division Slash und Fraction Slash kontextabhängig unterschiedlich. Der Fraction Slash ist vorgesehen, um numerische Brüche darzustellen, die dem Aussehen der vorkomponierten Brüche (bspw. ¼ [U+00BC] versus 1⁄4 [1 U+2044 4]) entsprechen. Beispielsweise ergibt die Sequenz [1 U+202F 1 2 U+2044 3 5] den Bruch 1 12⁄35, wobei – eine geeignete Schriftart vorausgesetzt – der Bruchteil 12⁄35 exakt dieselbe Höhe wie die vorkomponierten Bruche hat, die oft auch der Höhe der Ziffern für einen Ganzteil entspricht. Unterstützt die Schriftart oder das Darstellungsprogramm diese Semantik nicht, kann man sich mit Auszeichnungen (in HTML mit <sup>- und <sub>-Elementen) oder den in Unicode vorhandenen hoch- und tiefgestellten Ziffern (⁰¹²³⁴⁵⁶⁷⁸⁹ und ₀₁₂₃₄₅₆₇₈₉) zusammen mit einem Slash oder Division Slash behelfen: 1 12/35, 1 12∕35, 1 ¹²/₃₅ oder 1 ¹²∕₃₅.

### Ersetzung durch andere Zeichen
Wegen des Fehlens der Geteiltzeichen auf gängigen Tastaturen werden die Zeichen häufig durch den einfachen Doppelpunkt : oder den einfachen Schrägstrich / ersetzt, die beide bereits im ASCII-Zeichensatz vorkamen.